# Alberto Zaccheroni
Alberto Zaccheroni (Meldola, 1953. április 1. –) olasz labdarúgóedző.
Számos első osztályú csapat edzője volt, 1999-ben bajnokságot nyert az AC Milan együttesével. Leginkább a kissé szokatlan 3-4-3-as felállás alkalmazásáról vált ismertté. 2010-ig csak olasz klubcsapatok szakvezetője volt.

## Pályafutása
Zaccheroni 30 évesen kezdte edzőségi karrierjét. A negyedosztályú Cesenatico együtteséhez került ahol kétszer a 15. helyet érte el. 1985-ben került a Riccione csapatához, melyet két éven belül a negyedosztályba juttatott fel. Több alsóbb osztályú klubot követően 1995-ben az élvonalbeli Udinese szerződést kötött vele. ét év után egy 5. majd egy évre rá egy 3. helyet sikerült elérnie a csapattal, mely mindkétszer UEFA-kupa indulást eredményezett.

### Milan
Az udinei sikerek felkeltették a milánói klub érdeklődését. A csapat az 1996-os bajnoki címük után két gyenge idényen volt túl. Fabio Capellót váltotta Alberto aki első évében bajnoki címig vezette az együttest. A csapathoz csábította korábbi klubjától Oliver Bierhoffot és Thomas Helveget.
A következő év már nem volt ilyen sikeres: bár a bajnokságban a 3. helyen végeztek a BL-ben csoportjukban utolsók lettek, így kiestek a sorozatból.
2001-ben a 6. helyen végeztek, míg a BL-ben bár továbbjutottak az első csoportkörből, a másodikban csupán harmadikok lettek, így ismét búcsúzniuk kellett a trófeától. Ezt követően menesztették, helyére Cesare Maldini került.

### Lazio
Római karrierje pár hónappal azt követően kezdődött, hogy Dino Zoffot menesztették a csapattól. A gyenge kezdés ellenére a bajnokság végére a 6. helyig vezette a fővárosiakat, mellyel jogot szereztek az UEFA-kupa indulásra. Súlyos vereséget szenvedett a fővárosi derbin a rivális Roma ellen (1–5). 2002-ben szerződést bontottak vele, helyére Roberto Mancini érkezett.

### Internazionale
Közel két év kihagyást követően került ismét Milánóba, ezúttal az Interhez. Hector Cupert váltotta. A pontvadászatot a 4. helyen zárta együttesével, ám így is mennie kellett, helyére ismét Roberto Mancini került.

### Torino
2006-ban került a Torinóhoz. Azt a Gianni De Biasit váltotta mely a másodosztályból hozta fel a klubot. A sikerek nem jöttek, hat egymást követő vereség után az akkor elnök Urbano Cairo menesztette és visszahívta De Biasit. A bikák végül a 16. bennmaradó helyen végeztek.

### Juventus
Három év kihagyás után ismét Torinóba igazolt. Szerződése 2010 nyaráig szól.